# Zaječice
Zaječice (deutsch Sajetschitz) ist eine Gemeinde in Tschechien. Sie liegt zehn Kilometer südöstlich von Chrudim und gehört zum Okres Chrudim.

## Geographie

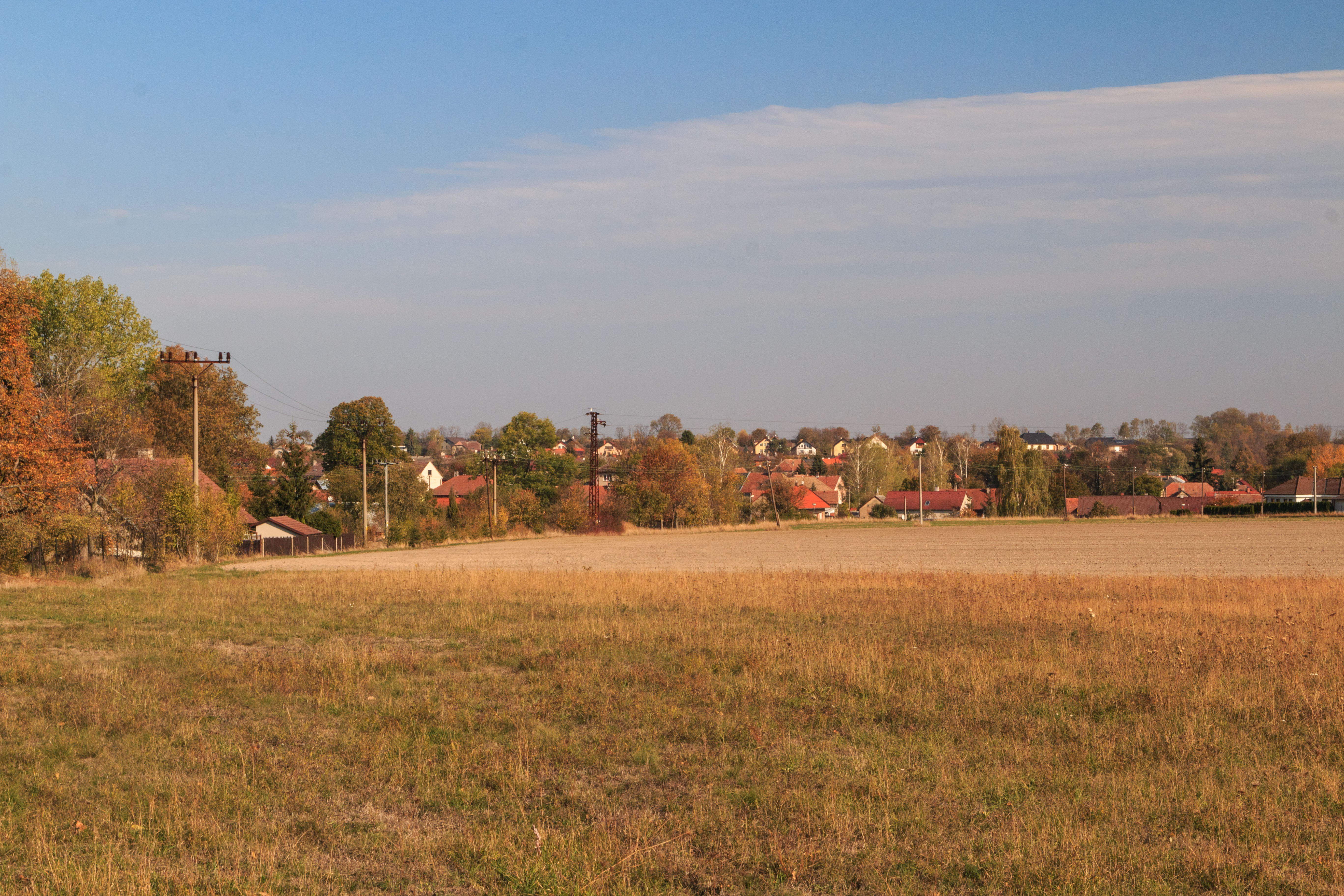
Ortsansicht

Zaječice befindet sich auf der Hrochotýnecká tabule (Hrochow-Teinitzer Tafel) am Bach Ležák.

## Geschichte
Erstmals urkundlich erwähnt wurde Zaječice im Jahre 1319 im Zusammenhang mit der Verurteilung des Besitzers Přibík von Zaječice wegen Raubes. Es folgten häufige Herrschaftswechsel:
Nach dem Tod der Ehefrau des Kuneš von Ujest fiel das Dorf 1358 an den böhmischen König Wenzel IV. Im Jahre 1397 erwarben die Herren von Sternberg die Ländereien und herrschten bis 1473, sieben Jahre später gingen die Ländereien auf Viktorin von Kunčí über, den späteren Primator von Chrudim. Ab 1521 gehörte Zaječice zum Herrschaftsbereich der Herren von Janovsko auf Soužice, in diese Zeit fällt auch die erste schriftliche Erwähnung der Festung im Jahre 1529. Durch Heirat erhielt 1580 das Geschlecht Robmhápů von Suché den Ort. Später wurde das Dorf konfisziert und 1625 an Jan Weber von Spitzenberg (lat. Pisenberg) weitergereicht. 1655 wollte seine Tochter das Anwesen zunächst an Karl Ferdinand Graf von Waldstein verkaufen. Nachdem er nicht zahlen konnte, ging es an Lambert František Hřebenáč von Harrach. 1685 kaufte Augustin Norbert Woracziczky von Pabienitz das Dorf, das 1697 von Josef Franz Graf von Schönfeld übernommen wurde.
1755 wurde die Festung als verlassen bezeichnet. Zu diesem Zeitpunkt war das Geschlecht von Auersperg Eigentümer, die es bis 1918 hielten.
Zaječice hat eine reiche kulturelle Tradition. So wurde hier die Folkloregruppe „Kohoutek“ gegründet und im Haus der Kultur finden regelmäßig Veranstaltungen und Ausstellungen sowie internationale Schachturniere statt.

## Gemeindegliederung
Die Gemeinde Zaječice besteht aus den Ortsteilen Studená Voda (Kaltwasser) und Zaječice (Sajetschitz).

## Sehenswürdigkeiten
Im Ort befindet sich eine gut erhaltene Feste aus dem 16. Jahrhundert.